# 杯萼忍冬
杯萼忍冬（学名：Lonicera inconspicua）是忍冬科忍冬属的植物，为中国的特有植物。分布于中国大陆的甘肃、西藏、四川、云南等地，生长于海拔1,700米至3,800米的地区，多生长在高山栎林下、冷杉、云杉、山坡、流石滩灌丛中、落叶松或林缘，目前尚未由人工引种栽培。